# 에마뉘엘 드보스
에마뉘엘 드보스(프랑스어: Emmanuelle Devos, 1964년 5월 10일 ~ )는 프랑스의 배우이다. 자크 오디아르 감독의 스릴러 영화 《내 마음을 읽어 봐》(2001)와 그자비에 지아놀리 감독의 드라마 영화 《비기닝》(2009)으로 두 차례 세자르 여우주연상을 탔으며, 아르노 데플르섕 감독의 드라마 영화 《킹스 앤 퀸》(2004)으로 뤼미에르 여우주연상을 수상했다.

## 출연 작품

### 영화
- 아르테미시아 (1997, Artemisia)
- Peut-être (1999)
- 내 마음을 읽어 봐 (2001)
- 킹스 앤 퀸 (2004)
- 내 심장이 건너뛴 박동 (2005)
- 콧수염 (2005, La Moustache)
- 크리스마스 이야기 (2008)
- 코코 샤넬 (2009)
- 잡초 (2009)
- 비기닝 (2009, À l'origine)
- 바이올렛: 그녀의 뜨거운 삶 (2013, Violette)
- 디셉션 (2021, Tromperie)
- 위선의 종말 (2022, Mascarade)
- 볼레로: 불멸의 선율 (2024, Boléro) - 마거리트 롱 역

### 연극
- 르 시드 (1985)
- 이피제니 (1987)